# Slavošovce
Slavošovce (bis 1927 slowakisch auch „Veľká Slaboška“; deutsch Großslawdorf, ungarisch Nagyszabos – bis 1902 Nagyszlabos) ist eine Gemeinde in der Ostslowakei mit 1804 Einwohnern (Stand 31. Dezember 2024), die zum Okres Rožňava, einem Teil des Košický kraj gehört und der traditionellen Landschaft Gemer zugerechnet wird.

## Geographie

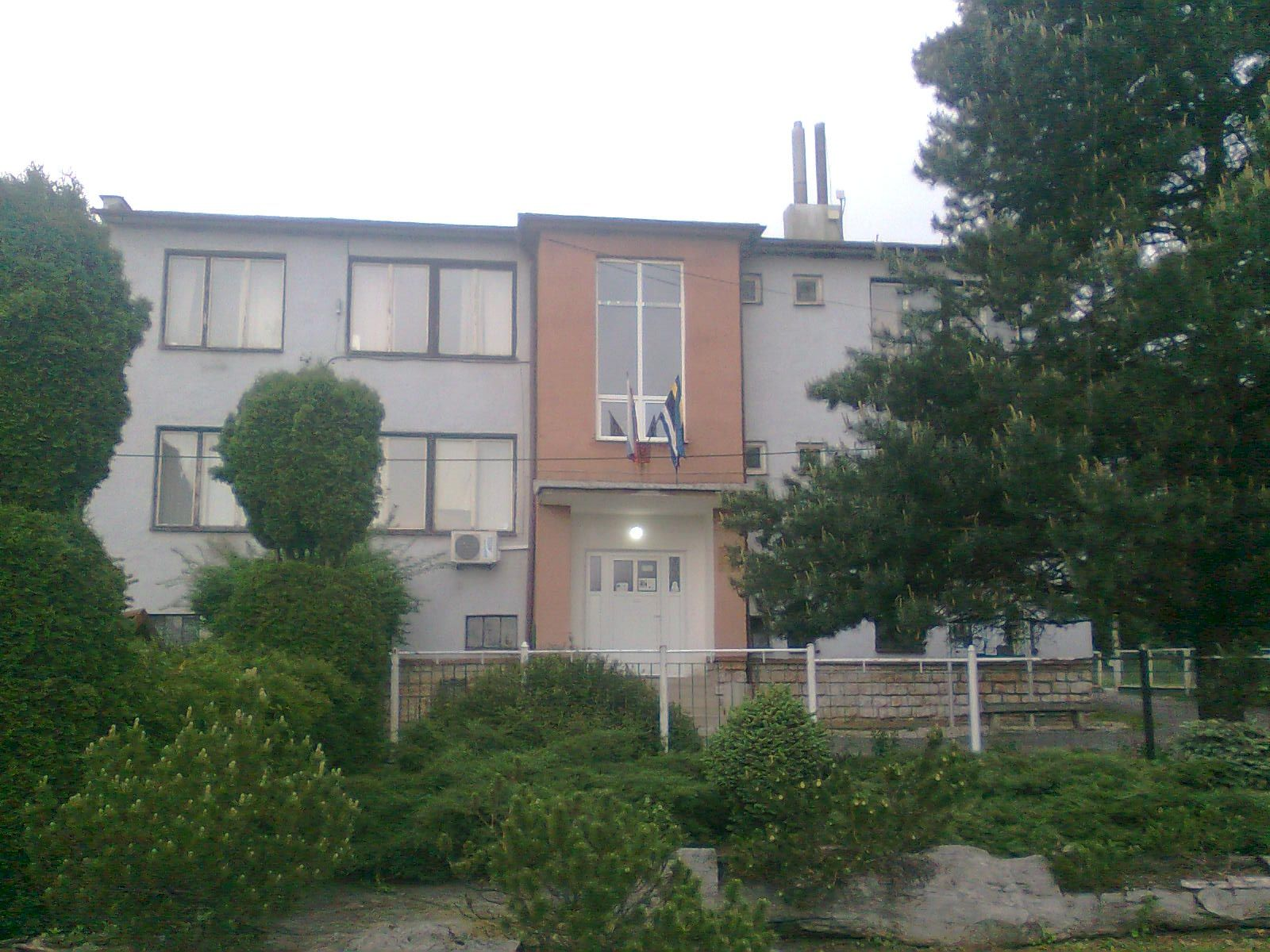
Gemeindeamt von Slavošovce

Die Gemeinde befindet sich am Fuße des Zips-Gemer Karstes, im oberen Flusstal des Štítnik. Das Ortszentrum liegt auf einer Höhe von 425 m n.m. und ist etwa 26 km von Rožňava entfernt.

## Geschichte
Der Ort wurde 1318 zum ersten Mal schriftlich als Szederjes erwähnt.
Die Papierfabrik im Ort wurde 1817 gegründet. Die regionale Bahnstrecke Plešivec–Slavošovce endet in der Gemeinde.

## Bevölkerung
| Jahr                | 1994 | 2004    | 2014    | 2024    |
| ------------------- | ---- | ------- | ------- | ------- |
| Anzahl der Personen | 1841 | 1837    | 1931    | 1804    |
| Unterschied         |      | −0,21 % | +5,11 % | −6,57 % |

| Jahr                | 2023 | 2024    |
| ------------------- | ---- | ------- |
| Anzahl der Personen | 1811 | 1804    |
| Unterschied         |      | −0,38 % |

Ergebnisse nach der Volkszählung 2001 (1840 Einwohner):
| Nach Ethnie: - 89,40 % Slowaken - 7,99 % Roma - 1,36 % Magyaren - 0,54 % Tschechen - 0,16 % Deutsche | Nach Konfession: - 42,23 % konfessionslos - 41,52 % evangelisch - 11,52 % römisch-katholisch - 2,83 % keine Angabe - 0,76 % griechisch-katholisch |

## Bauwerke

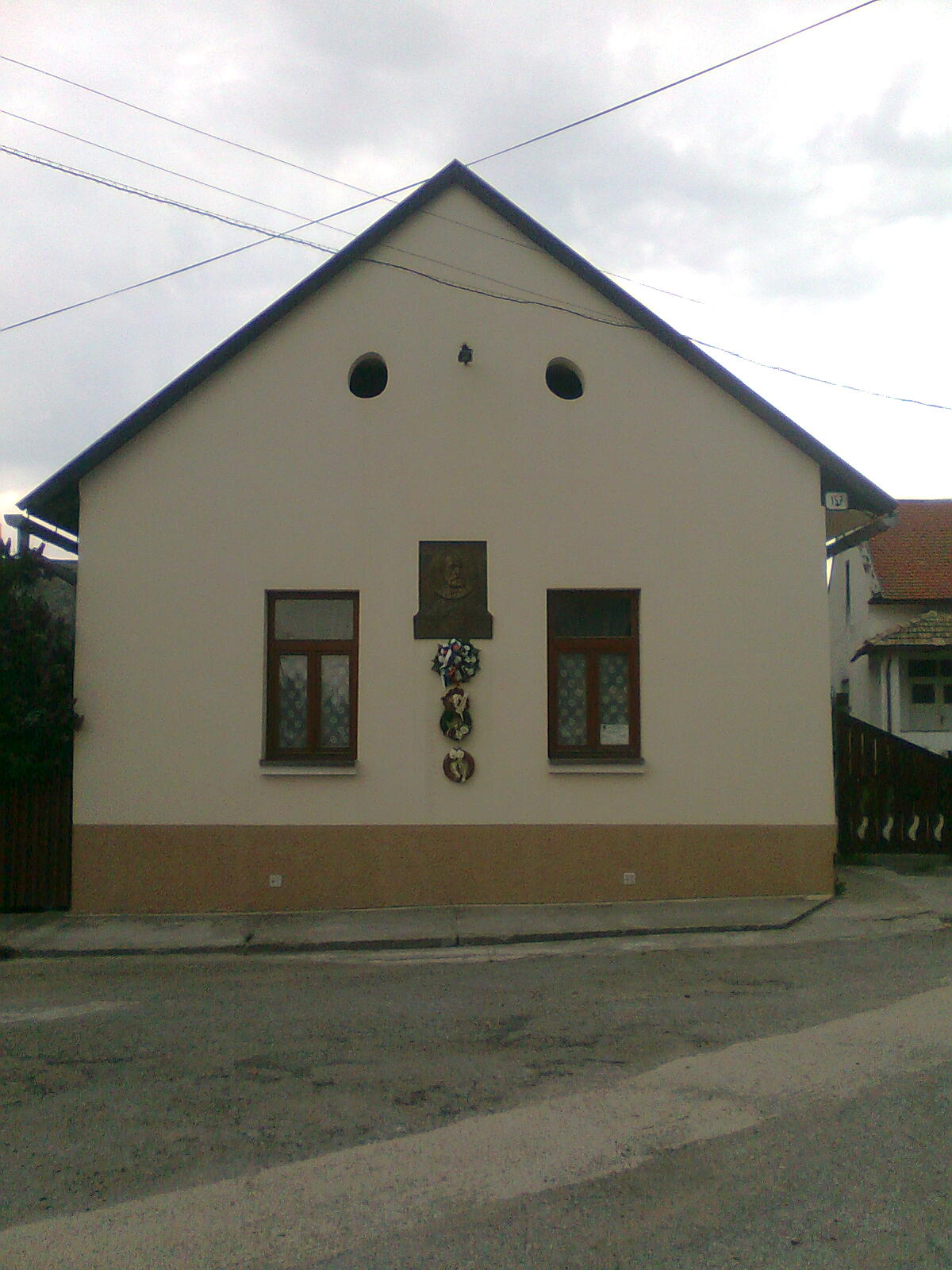
Geburtshaus von Pavol Dobšinský

- evangelische Kirche im gotischen Stil
- denkmalgeschütztes Geburtshaus von Pavol Dobšinský

## Persönlichkeiten
- Pavol Dobšinský (1828–1885), slowakischer Schriftsteller